# タイトーマイルストーン
『タイトーマイルストーン』 (TAITO MILESTONES) は、タイトーが1980年代～90年代に発売していたアーケードゲームを10タイトル収録したオムニバスソフト。タイトルは全てハムスターが手掛けているアーケードアーカイブスでの移植によるもので、全タイトルアーケードアーカイブスで配信されている。

## タイトーマイルストーン
Nintendo Switchで2022年2月24日に発売。
ハムスターの『アーケードアーカイブス』はダウンロード専売であり、タイトルによって目の触れやすさに差異があったほか、タイトーに『アーケードアーカイブス』配信作品をパッケージ版で遊びたいという要望が寄せられていたことがきっかけで、外山雄一が企画した。このほかにも、小売店の店頭でパッケージ版のみをチェックする客が少なからずおり、パッケージ版を発売することで彼らにもタイトーの過去作品を持ってもらい、ひいては『アーケードアーカイブス』などのダウンロード専売作品にも興味を持ってもらうという狙いもあった。ハムスター側もコナミの『アニバーサリーコレクション』でパッケージ販売を行った際に新規のプレイヤーを獲得できたという成功体験があり、タイトーの名作を知ってもらうためにも『アーケードアーカイブス』以外の形で商品を展開する必要があると考えていたところであり、タイトーの提案に乗った。
当初は、タイトーのビデオゲーム用筐体シリーズのブランド・タイトロニクスに因んだタイトルも考えたが、「タイトータイトロニクス」では語呂が悪いうえ、タイトロニクスでない作品も含まれていたこと、そして日本国外への展開も視野に入れていたことから、最終的にはこれまでの道のりを示すという意味合いから『タイトーマイルストーン』という題名になった。
『アーケードアーカイブス』のチームが開発を担当したほか、著名なゲームプレイヤーが監修にあたった。
収録作品は『エレベーターアクション』や『ニンジャウォーリアーズ』といった1980年代の人気作を中心に、様々なジャンルから選定された。外山自身は『べんべろべえ』の収録も考えていたが、基板を同じくする『ハレーズコメット』の人気が高かったことから、後者が採用された。また、固定画面アクションの『フェアリーランドストーリー』はキャラクターのかわいらしさもあり、外山は「『タイトーマイルストーン』全体を見た際の、見た目のバリエーションを広げるのにもひと役買っていると思います。」と2021年のファミ通とのインタビューの中で話している。『ちゃっくんぽっぷ』はキャラクター人気に加え、ユーザーからの要望が多かったため、先行収録という形で選ばれた。
| 初出年 | 作品名                     |
| ------ | -------------------------- |
| 1981   | スペースシーカー★          |
| 1981   | QIX★                       |
| 1982   | フロントライン             |
| 1982   | ワイルドウエスタン         |
| 1982   | アルペンスキー             |
| 1983   | エレベーターアクション     |
| 1984   | ちゃっくんぽっぷ ★         |
| 1985   | フェアリーランドストーリー |
| 1986   | ハレーズコメット           |
| 1987   | ニンジャウォーリアーズ     |

## タイトーマイルストーン2
Nintendo Switchで2023年8月31日に発売。
先行収録作品のうち『ダライアスII（3画面版）』は目玉ということで選定された。『ダライアスII（2画面版）』は『ダライアス コズミックコレクション』への収録実績があることに加え、ハムスター側でも『パンチアウト!!』や『テクモボウル』など2画面筐体作品の移植実績はあるものの、3画面筐体作品の移植はハムスター内製では初めてだった。ただし、『ダライアスII（3画面版）』は稼働している実機がないため、タイトー直営のゲームセンターHeyの協力のもと、実機での動作の検証が行われた。また、『ソリタリーファイター』は日本国外向けに輸出されていた『バイオレンスファイト』の内容強化版であり、日本国内では非常に珍しい作品であることに加え、同作の基板と同じF2システム基板を採用した作品の一部がすでに『アーケードアーカイブス』で配信されていたことで収録に至った。
| 初出年 | 作品名                     |
| ------ | -------------------------- |
| 1984   | べんべろべえ               |
| 1985   | 影の伝説                   |
| 1986   | 奇々怪界                   |
| 1988   | ニュージーランドストーリー |
| 1989   | ダライアスII★              |
| 1990   | ミズバク大冒険             |
| 1990   | ガンフロンティア           |
| 1991   | メタルブラック             |
| 1991   | ソリタリーファイター★      |
| 1992   | ダイノレックス             |

## タイトーマイルストーン3
Nintendo Switchで2024年11月28日発売。
本作では全世界での展開を視野に据え、日本国外で人気のある作品が選定された。当初外山は、日本国外で人気のあった『ラスタンサーガ』と『バブルボブル』の対決にしようと考えていたが、調整を重ねるうちにバブルボブルシリーズが2作品までに減ったとファミ通とのインタビューの中で振り返っており、『カダッシュ』と『ルナーク』はそこまで筋肉質ではないと考えているものの、いざ発表したら漢くさいラインアップと言われて少し意外だったとも話している。一方、刑事ものの『デッドコネクション』は多くの人に喜んでもらうには移植実績のない作品もあるとよいということで、外山と濱田との話し合いの末に追加された経緯がある。
| 初出年 | 作品名               |
| ------ | -------------------- |
| 1986   | バブルボブル         |
| 1987   | レインボーアイランド |
| 1987   | ラスタンサーガ       |
| 1988   | ラスタンサーガII     |
| 1989   | チャンピオンレスラー |
| 1989   | カダッシュ           |
| 1990   | ルナーク             |
| 1990   | サンダーフォックス★  |
| 1992   | ウォリアーブレード★  |
| 1992   | デッドコネクション★  |